# Sint-Joris en de draak (Groningen)
Sint-Joris en de draak is een provinciaal oorlogsmonument op het Martinikerkhof in Groningen.
In 1946 werd in de provincie Groningen een comité opgericht om geld in te zamelen voor een provinciaal gedenkteken. De beeldhouwer Oswald Wenckebach kreeg de opdracht voor het werk.
Het monument bestaat uit een grote bronzen Sint-Joris in een maliënkolder, met in zijn rechterhand een zwaard met de tekst Justitia, Libertas, Pax (Rechtvaardigheid, Vrijheid, Vrede). Hij staat op een 8 meter breed natuurstenen voetstuk, waarin in reliëf de verslagen draak is weergegeven. De draak is een verbeelding van Nazi-Duitsland, een mechanisch monster met schubben in de vorm van de kop van de Duitse adelaar en gedeeltelijke swastika's op de neus.
De Groninger binnenstad was tijdens de Tweede Wereldoorlog zwaar gebombardeerd. In verband met de wederopbouw, werd een aantal jaren gewacht met het kiezen van een definitieve plaats. Het monument werd uiteindelijk geplaatst op het Martinikerkhof, aan de voet van de Martinitoren.

Het gedenkteken werd op 23 maart 1959 onthuld. Sprekers bij de onthulling waren minister van staat Willem Drees en commissaris van de Koningin Offerhaus.

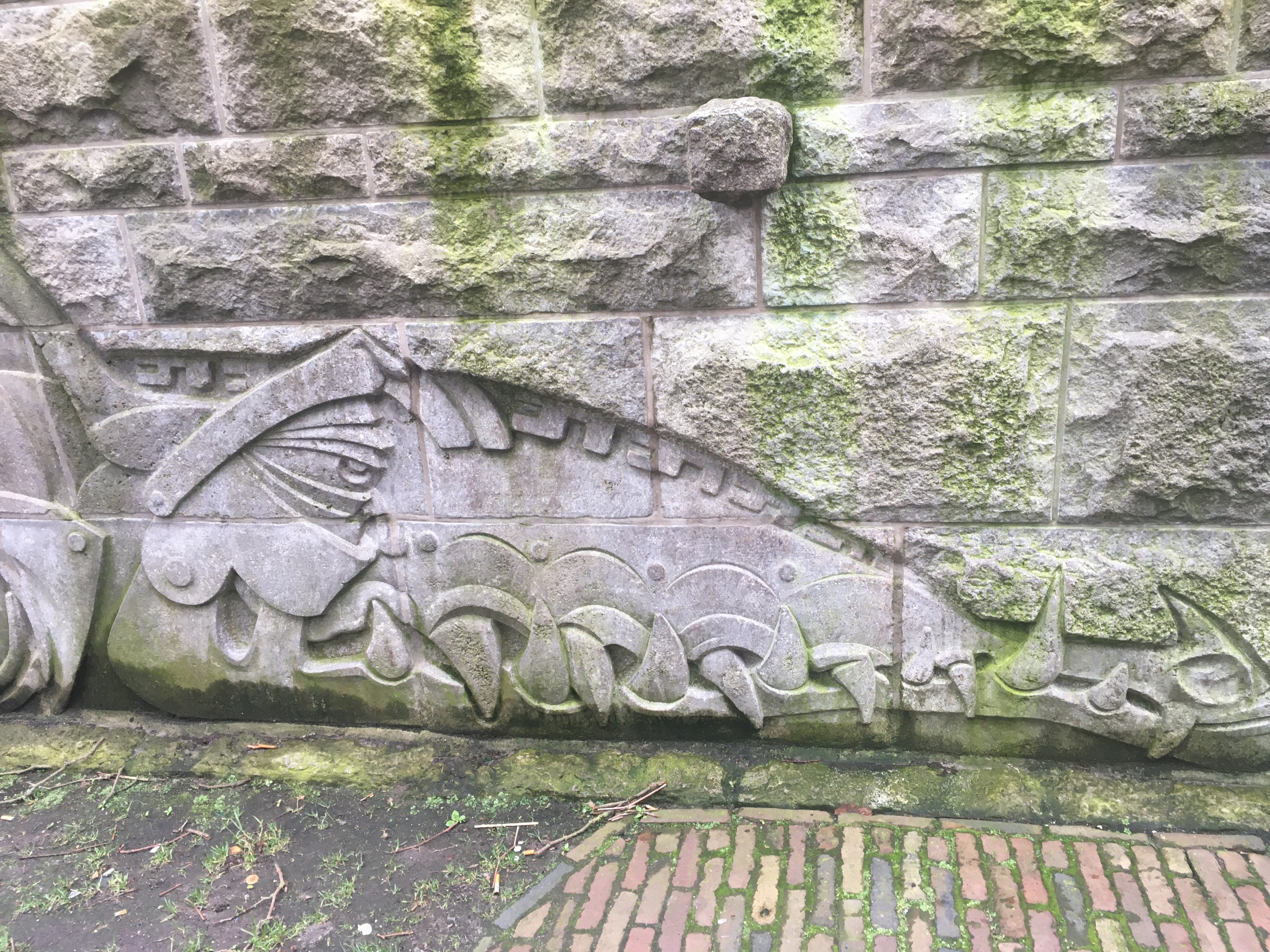
Detail van de kop van de (mechanische) draak gebeiteld in het voetstuk van het beeld van St. Joris op het Martinikerkhof in Groningen